# Recopa Catarinense de 2023
A Recopa Catarinense de 2023 foi a quinta edição deste torneio estadual de futebol, organizado pela Federação Catarinense de Futebol (FCF), e disputado em uma partida única entre os campeões do Campeonato Catarinense e da Copa Santa Catarina. O Brusque conquistou o título ao vencer o Marcílio Dias pelo placar mínimo, em 11 de janeiro, no estádio Augusto Bauer. O gol foi marcado por Alex Ruan. Esta vitória marcou a segunda conquista do Brusque na história da Recopa Catarinense.

## Antecedentes
Em 13 de janeiro de 2018, a Chapecoense, que detinha o título estadual da temporada anterior, enfrentou, em um amistoso, o Tubarão, campeão da Copa Santa Catarina. A partida integrou a preparação da equipe de Chapecó para o início da nova temporada e foi simbolicamente denominada Recopa Catarinense. Posteriormente, em 14 de setembro, a FCF oficializou a Recopa no calendário estadual, mantendo os mesmos moldes e programando a competição para ocorrer em janeiro, marcando assim a estreia do futebol catarinense a cada ano. Contudo, a Copa América de 2019 ocasionou alterações nos calendários estaduais, o que impossibilitou a realização da partida em janeiro. Assim, a competição foi adiada para 4 de julho de 2019.
Na primeira edição, o Figueirense derrotou o Brusque com um gol de Rafael Marques e se tornou o primeiro campeão. O Brusque, por sua vez, participou da edição seguinte e venceu o Avaí. O Joinville conquistou o título da terceira edição ao vencer a Chapecoense nas cobranças de pênaltis. Na edição anterior, o Figueirense sagrou-se bicampeão.
O Brusque garantiu sua classificação para a edição de 2023 ao vencer o Campeonato Catarinense na temporada anterior, enquanto o Marcílio Dias conquistou a Copa Santa Catarina.

## Partida

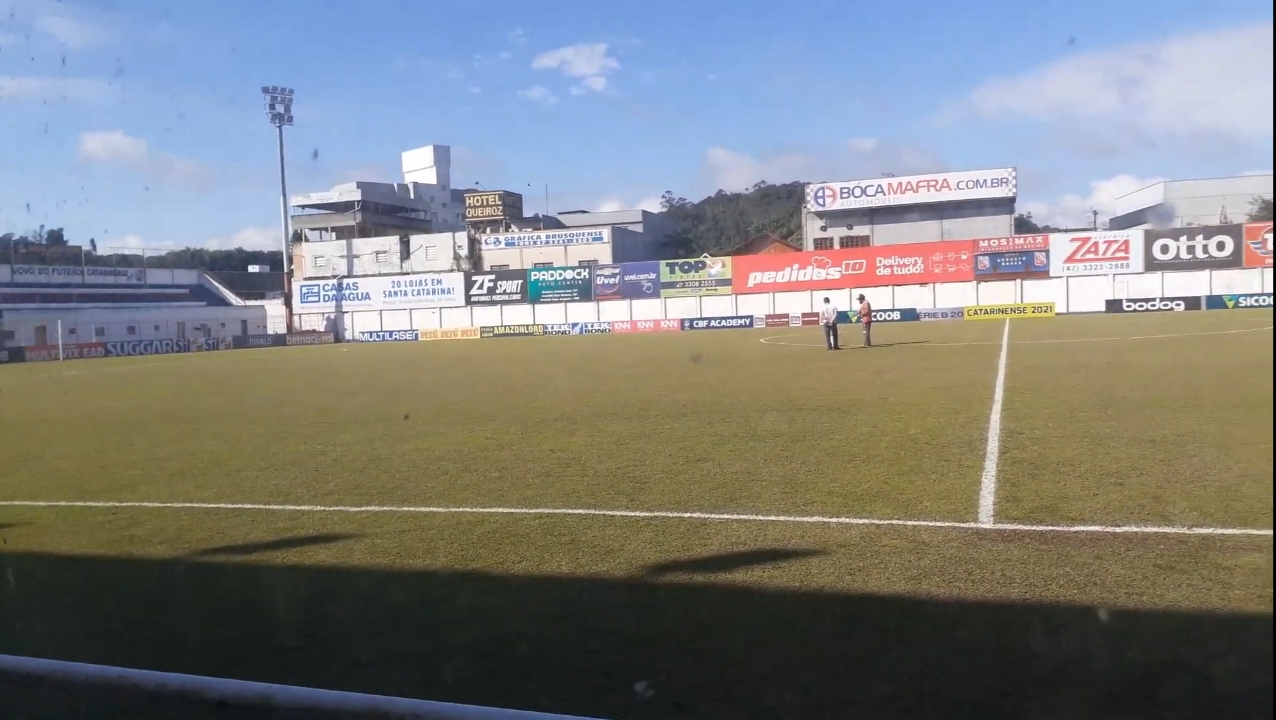
Vista do estádio Augusto Bauer, onde a Recopa Catarinense de 2023 foi disputada.

A partida foi realizada às 20h de quarta-feira, 11 de janeiro, no estádio Augusto Bauer, em Brusque. O árbitro principal foi Bráulio da Silva Machado, assistido pelos árbitros auxiliares Henrique Neu Ribeiro e José Roberto Larroyd. Tiago Soares dos Santos atuou como quarto árbitro. O público presente foi de 3.179 torcedores. Já a transmissão foi realizada pela FCF por meio de seu site. Antes do início da partida, foram prestadas homenagens a Pelé, e o troféu da competição recebeu o nome de Rei Pelé.
O primeiro tempo da partida foi marcado pelo equilíbrio e pela disposição dos atletas, embora sem grandes oportunidades de gol. O Brusque teve uma atuação mais ofensiva, enquanto o Marcílio Dias optou por contra-ataques, mas nenhum dos dois times obteve sucesso. O que realmente se destacou foram as reclamações relativas a possíveis pênaltis.
O segundo tempo iniciou-se com um ritmo mais lento, com o Marcílio Dias optando por recuar no ataque e o Brusque predominando com finalizações de fora da área. O jogo proporcionou uma chance de gol apenas aos 21 minutos, quando Thiago Alagoano fez um passe para Luizinho, que finalizou para fora. No minuto seguinte, Olávio teve sua tentativa de finalização bloqueada pela defesa. O único gol da partida foi marcado aos 36 minutos por Alex Ruan. Pouco depois, a partida foi interrompida devido aos sinalizadores acesos pela torcida do Brusque. Nos minutos finais, uma confusão generalizada resultou em duas expulsões, uma para cada equipe.
| 11 de janeiro | Brusque       | 1 – 0                     | Marcílio Dias | Augusto Bauer, Brusque                                                |
| 20:00         | Alex Ruan 81' | Súmula Boletim financeiro |               | Público: 3 179 Renda: R$ 122.210,00 Árbitro: Bráulio da Silva Machado |

| Brusque | Marcílio Dias |

| G              | 1  | Matheus Nogueira  |       |     |
| LD             | 20 | Toty              | 90+4' |     |
| Z              | 3  | Ianson            |       |     |
| Z              | 4  | Wallace           |       |     |
| LE             | 6  | Airton            | 28'   |     |
| V              | 5  | Rodolfo Potiguar  |       | 71' |
| V              | 29 | Diego Mathias     |       | 60' |
| M              | 10 | Thiago Alagoano   |       | 80' |
| A              | 7  | Cléo Silva        |       |     |
| A              | 9  | Olávio            |       | 80' |
| A              | 19 | Luizinho          |       | 71' |
| Suplentes:     |    |                   |       |     |
| G              | 23 | Jordan            |       |     |
| G              | 47 | Ruan Carneiro     |       |     |
| LD             | 21 | Danilo Belão      |       |     |
| Z              | 33 | Iran              |       |     |
| LE             | 66 | Alex Ruan         |       | 80' |
| V              | 88 | Rodrigo           |       | 71' |
| M              | 8  | Jhemerson         |       | 60' |
| M              | 97 | Neto              |       |     |
| A              | 17 | Guilherme Queiróz |       | 80' |
| A              | 70 | Pedoca            |       |     |
| A              | 11 | Lucas Poletto     | pós'  | 71' |
| Treinador:     |    |                   |       |     |
| Luizinho Lopes |    |                   |       |     |

| G              | 1  | Rafael Pin       |       |     |
| LD             | 2  | Victor Guilherme | 47'   | 67' |
| Z              | 3  | Everton Dias     |       |     |
| Z              | 4  | Léo Rigo         |       |     |
| LE             | 6  | Wilian Simões    | 90+4' |     |
| V              | 5  | Brunão           |       | 54' |
| V              | 8  | Alison Silva     |       |     |
| M              | 10 | Luiz Fernando    |       | 77' |
| A              | 7  | Juninho          |       | 54' |
| A              | 11 | Cesinha          | pós'  |     |
| A              | 17 | Rodrigo Pimpão   |       | 67' |
| Suplentes:     |    |                  |       |     |
| G              | 12 | Denison          |       |     |
| LD             | 14 | Luis Ricardo     |       | 54' |
| Z              | 13 | Vitão            |       |     |
| LE             | 16 | Mateus Müller    |       |     |
| V              | 15 | Tinga            |       | 54' |
| M              | 21 | Cristian Renato  |       | 77' |
| A              | 9  | Peu              |       | 67' |
| A              | 18 | Jhoninha         |       | 67' |
| A              | 19 | Erik Mendes      |       |     |
| A              | 20 | Gabriel José     |       |     |
| A              | 22 | Daniel Dias      |       |     |
| A              | 24 | Gabriel Patrick  |       |     |
| Treinador:     |    |                  |       |     |
| Rogério Corrêa |    |                  |       |     |

| Árbitros assistentes Henrique Neu Ribeiro José Roberto Larroyd Quarto Árbitro Tiago Soares dos Santos | Regras da partida - 90 minutos de tempo regulamentar - Disputa por pênaltis, se empate persistir - Máximo de 5 substituições |

## Repercussão
A vitória do Brusque representou o terceiro título conquistado em quatro anos. Ianson e Airton, por sua vez, tornaram-se os jogadores mais vitoriosos da história do clube, ambos acumulando seis títulos.